# Liolaemus salinicola
Espèce
Liolaemus salinicola est une espèce de sauriens de la famille des Liolaemidae.

## Répartition
Cette espèce est endémique de la province de Catamarca en Argentine.

## Description
C'est un saurien ovipare.

## Publication originale
- Laurent, 1986 : Descripciones de nuevas Iguanidae del genero Liolaemus. Acta Zoologica Lilloana, vol. 38, no 2, p. 87-105.